# Die Sechs (Künstlergruppe)
Die Sechs war eine Vereinigung Münchner Plakatkünstler und eine der ersten Künstlergruppen, die sich zur Vermarktung von Werbeaufträgen, hier speziell von Plakaten, zusammenschloss.
Grund für den Zusammenschluss war die Hoffnung, auf diese Weise besser mit dem marktbeherrschenden Werbegraphiker Ludwig Hohlwein konkurrieren zu können. "Um sich einzuführen, entwarf jeder der '6' (...) ein Plakat. (...) Der Service der '6' bestand darin, daß sie dem Auftraggeber sechs verschiedene kleinformatige Entwürfe vorlegten, aus denen er dann auswählen konnte."
Gegründet wurde die Gruppe 1914 von Franz Paul Glass mit Valentin Zietara, Friedrich Heubner, Carl Moos, Emil Preetorius und Max Schwarzer.
1924 formierte sich die zweite Gruppe mit folgenden Mitgliedern: Franz Paul Glass, Valentin Zietara, Max Eschle, Johann Baptist Maier (Pseudonym: Hans Ibe), Otto Ottler, Tommi Parzinger.